# Didymella pisi
Didymella pisi är en svampart som beskrevs av Chilvers, J.D. Rogers & Peever 2009. Didymella pisi ingår i släktet Didymella, ordningen Pleosporales, klassen Dothideomycetes, divisionen sporsäcksvampar och riket svampar.   Inga underarter finns listade i Catalogue of Life.